# Chorisoneura galibi
Chorisoneura galibi är en kackerlacksart som beskrevs av Morgan Hebard 1926. Chorisoneura galibi ingår i släktet Chorisoneura och familjen småkackerlackor. Inga underarter finns listade i Catalogue of Life.